# Fusedmarc
Fusedmarc — литовская электро-группа из Вильнюса. Группа состоит из вокалистки Виктории Ивановской, мультиинструменталиста Денисаса Зуеваса, и визуального конструктора Стасиса Жакаса. Они представляли Литву на Евровидении-2017 с песней «Rain of Revolution».

## Участники
- Виктория Ивановская (род. 20 сентября, 1978) — вокалистка
- Денисас Зуевас — гитара, бас, программирование, написание песен
- Стасис Жакас — графика, видеомонтаж, создание музыки

## Дискография

### Синглы
| Название             | Год  | Альбом           |
| -------------------- | ---- | ---------------- |
| «Rain of Revolution» | 2017 | Non-album single |

### Мини-альбомы
| Название    | Год  |
| ----------- | ---- |
| Contraction | 2005 |